# 영원한 적들의 더비
영원한 적들의 더비(그리스어: Ντέρμπι των αιωνίων αντιπάλων)는 모든 전투의 어머니(그리스어: Μητέρα των μαχών) 로도 알려진 그리스에서 가장 성공적인 두 축구 클럽들인 올림피아코스와 파나티나이코스 간의 아테네 수도권 지역 더비 경기이다. 두 클럽과 두 팬들간의 관계는 치열하며, 그에 따라, 이 더비는 그리스 수도권은 물론 그리스 전국의 가장 명성높으며 전세계적으로 가장 잘 알려진 고전 더비가 되었다.

## 역사

### 문화적 구도
그리스의 가장 성공적인 두 클럽들 간의 라이벌 구도는 사회적, 문화적, 그리고 지역적 차이로 거슬러 올라갈 수 있다. 1908년에 창단된 파나티나이코스는 아테네 중심을 연고로 하며, 전형적인 그리스 수도의 상류층을 상징했다. 한편, 1925년에 창단된 올림피아코스는 아테네 수도권의 항구 도시인 피레아스를 연고로 해, 인근 노동층 지역의 지지를 받는다. 두 도시 모두 고전 고대의 유서 깊은 도시로 그리스 역사상 중요한 역할을 했던 도시들이다. 아테네는 고대 그리스 문명의 요람으로 불리며, 피레아스의 전략적 잠재성을 이점으로 삼아 이후에 하나의 지역으로 묶이게 되었다. 20세기에 들어서, 아테네에 가파른 인구상승과 구역 확장을 통해 피레아스를 포함한 인근 지역을 편입하여 하나의 큰 수도권을 형성했다.
연고지에 따른 두 클럽 지지자들의 계층 차이는 두 팬들간의 적개심에 더욱 불을 붙였다. 올림피아코스는 초반에 거둔 성공으로 피레아스인들이 파나티나이코스 지지자의 대부분을 차지하는 상류층에 있는 사람들보다 더 큰 대리 만족을 느끼게 했다. 더 나아가서, 올림피아코스는 그리스 전국의 팬들을 모아 자신들을 사회 및 정치적 불이익의 희생양이라는 생각에 빠지게 했다. 그러나, 이러한 형태의 구도는 과거로 한정되 있었는데, 두 클럽간 수년 동안 분리시켰던 사회적 격차가 시간이 지나면서 옅어졌다. 현재, 두 클럽의 팬층은 모든 사회 계층을 기반으로 하고 있다.

### 팬들간의 구도
올림피아코스와 파나티나이코스는 그리스에서 가장 인기있는 클럽들로, 두 팀 모두 국내 경기와 국제 경기에서 팀을 추종하는 대규모의 팬층이 존재한다. 두 팀들 사이어 축구 훌리건이 최근에 매우 흔히 발생하며, 이 행위는 좌석 부수기, 싸우기, 폭죽 터뜨리기, 거리 난동부리기로 나타난다. 두 클럽들 간의 증오감이 매우 강해서 수 많은 폭력 사태가 아테네 수도권 여러 지역에서 발생하였는데, 특히 더비 경기 전후로 이 현상이 두드러졌다. 2007년 3월 29일, 22세의 파나티나이코스 팬인 미할리스 필로풀로스가 아테네 근교의 마을이자 그날 올림피아코스와 파나티나이코스 간의 여자 배구 경기가 계획되었던 파이아니아에서 경기 전 두 클럽들간의 훌리건 패싸움 도중 칼에 찔려 사망한 채 발견되었다. 이 사태는 그리스 전국의 분노를 샀고, 대규모 경찰 수사가 서포터들 사이에서 진행되었으며, 그리스의 모든 체육 활동이 2주간 정지되었다.

### 축구 라이벌 구도
두 클럽은 서로 우승컵을 놓고 싸우는 클럽들로, 국내 최고의 성공적인 축구 클럽의 지위를 지니며, 전체적으로 그리스 최고의 클럽으로 손꼽힌다. 두 클럽 모두 축구부가 항상 팬들로부터 가장 인기를 많이 끌었고, 처음 맞대결을 할때부터 서로 적개심을 가지게 되었으나, 두 클럽간의 라이벌 구도는 농구, 배구, 그리고 수구로도 확장이 된다. 국내에서, 올림피아코스는 그리스에서 가장 성공적인 축구 클럽으로 총 41개의 우승 트로피를 획득한 파나티나이코스와 크게 대조되게 71개의 공식 우승컵을 보유하고 있으며, 상대 전적에서 우위를 점하고 있다. 한편, 파나티나이코스는 유럽대항전에서 더 좋은 성적을 냈다. (아직 유러피언컵 우승을 거둔 그리스 팀이 존재하지 않는다.) 이들의 최고 업적은 8강에 1998-99 시즌에 UEFA 챔피언스리그에서 한차례 8강에 오르고, 컵위너스컵에서도 1992-93 시즌에 8강에 멈춘 것에 대비했을 때 1971 유러피언컵 결승전에 진출하고, UEFA 챔피언스리그 4강도 2번 (1984-85 시즌, 1995-96 시즌) 진출했고, 같은 대회에서 두번 또 (1991-92 시즌, 2001-02 시즌) 8강으로 올라갔다.

### 양팀 수상 실적
| 수상          | 수상         | 수상           |
| 대회          | 올림피아코스 | 파나티나이코스 |
| ------------- | ------------ | -------------- |
| 수페르리가    | 41           | 20             |
| 그리스 컵     | 26           | 18             |
| 그리스 슈퍼컵 | 3            | 3              |
| 합계          | 70           | 41             |

## 통계

### 역대 전적
|                                                         | 올림피아코스 승 | 무승부 | 파나티나이코스 승 |
| ------------------------------------------------------- | --------------- | ------ | ----------------- |
| 범그리스 리그 (1927-28 시즌 ~ 1958-59 시즌)             |                 |        |                   |
| 올림피아코스 홈                                         | 10              | 4      | 4                 |
| 파나티나이코스 홈                                       | 6               | 4      | 8                 |
| 중립 구장                                               | 1               | 1      | 0                 |
| 합계                                                    | 17              | 9      | 12                |
| 알파 에트니키 / 수페르리가 엘라다 (1959-60 시즌 – 현재) |                 |        |                   |
| 올림피아코스 홈                                         | 23              | 20     | 12                |
| 파나티나이코스 홈                                       | 16              | 24     | 16                |
| 중립 구장                                               | 1               | 0      | 0                 |
| 합계                                                    | 41              | 44     | 28                |
| 그리스 컵                                               |                 |        |                   |
| 올림피아코스 홈                                         | 11              | 3      | 2                 |
| 파나티나이코스 홈                                       | 7               | 5      | 5                 |
| 중립 / 공동 구장                                        | 1               | 2      | 2                 |
| 합계                                                    | 19              | 10     | 9                 |
| 그리스 리그컵                                           |                 |        |                   |
| 올림피아코스 홈                                         | 0               | 1      | 0                 |
| 파나티나이코스 홈                                       | 0               | 1      | 0                 |
| 합계                                                    | 0               | 2      | 0                 |
| 합계                                                    |                 |        |                   |
|                                                         | 77              | 66     | 49                |

### 기록
- 알파 에트니키 출범 이전 최다 점수차 승리
  - 올림피아코스:
    - 올림피아코스 – 파나티나이코스 (6–1), 네오 팔리론 벨로드롬, 1936년 2월 16일
    - 파나티나이코스 – 올림피아코스 (1–6), 아포스톨로스 니콜라이디스 경기장, 1932년 11월 13일

  - 파나티나이코스:
    - 파나티나이코스 – 올림피아코스 (8–2), 아포스톨로스 니콜라이디스 경기장, 1930년 6월 1일
- 알파 에트니키 출범 이후 최다 점수차 승리
  - 올림피아코스
    - 홈: 올림피아코스 – 파나티나이코스 (4–0), 카라이스카키스 스타디움, 1967년 2월 26일 
 (바실리우 17', 시데리스 20', 35', 62')
    - 원정: 파나티나이코스 – 올림피아코스 (2–4), 스피로스 루이스, 1998년 12월 5일 
 (콘스탄티니디스 29', 바지하 32' – 알렉소풀로스 40' o.g., 카라피알리스 52', 90'+4', 아나톨라키스 71')

  - 파나티나이코스
    - 홈: 파나티나이코스 – 올림피아코스 (3–0), 스피로스 루이스, 1992년 1월 26일 
 (마란고스 18', 사라바코스 30', 바지하 78')
    - 원정: 
 올림피아코스 – 파나티나이코스 (1–4), 카라이스카키스 스타디움, 1960년 7월 24일 
 (K. 파파조글루 15' – 파파엠마누일 23', 71' p., 83', 레모스 42' o.g.) 
 올림피아코스 – 파나티나이코스 (1–4), 스피로스 루이스, 1987년 11월 8일 
 (젤릴리디스 22' – 미호스 13' o.g., 블라호스 42', 87', 사라바코스 46')
- 컵 최다 점수차 승리
  - 올림피아코스
    - 홈: 
 올림피아코스 – 파나티나이코스 (4–0), 카라이스카키스 스타디움, 1983년 4월 13일 
 (쿠술라키스 58', 아나스토풀로스 94', 115', 119' p.) 
 올림피아코스 – 파나티나이코스 (4–0), 카라이스카키스 스타디움, 2008년 1월 16일 
 (루아루아 6', 토로시디스 63', 코바체비치 65', 누녜스 80')
    - 원정: 파나티나이코스 – 올림피아코스 (1–6), 아포스톨로스 니콜라이디스 경기장, 1932년 11월 13일 
 (사흐리키스 28' – V. 안드리아노풀로스 16', 68', 88', 라고스 24', 바조스 69', 70')

  - 파나티나이코스
    - 공동 구장: 파나티나이코스 – 올림피아코스 (4–0), 스피로스 루이스, 1986년 5월 28일 
 (블라호스 24', 디모풀로스 52', 사라바코스 57', 72')
    - 홈: 파나티나이코스 – 올림피아코스 (3–2), 아포스톨로스 니콜라이디스 경기장, 1982년 1월 13일 
 (하랄람비디스 47', 63' p., 96' p. – 페르시아스 1', 아나스토풀로스 6')
    - 원정: 올림피아코스 – 파나티나이코스 (2–3), 카라이스카키스 경기장, 1995년 3월 1일 
 (알렉산드리스 45', 칼리차키스 58' o.g. – 카푸라니스 26', 도니스 71', 바지하 89' p.)
- 알파 에트니키 최다 연승 행진
  - 올림피아코스: 5승, 1996년 12월 8일 – 1999년 5월 8일
    - 홈: 4승, 1966년 2월 5일 – 1970년 5월 11일
    - 원정: 3승, 1997년 4월 6일 – 1999년 11월 21일

  - 파나티나이코스: 3승, 1977년 4월 11일 – 1978년 12월 31일
    - 홈: 2승, 1977년 4월 11일 – 1978년 2월 12일
    - 원정: 2승, 1970년 5월 11일 – 1972년 2월 20일
- 컵 최다 연승 행진
  - 올림피아코스: 3승, 1965년 7월 14일 – 1969년 7월 9일, 1953년 5월 3일 – 1960년 8월 7일
    - 홈: 6승, 1939년 3월 26일 – 1969년 7월 9일
    - 원정: 2승, 1966년 6월 26일 – 1968년 7월 21일, 1995년 2월 22일 – 현재

  - 파나티나이코스: 3승, 1977년 6월 8일 – 1983년 4월 13일, 1985년 2월 6일 – 1988년 5월 8일
    - 홈: 4승, 1977년 6월 8일 – 1990년 4월 4일
    - 원정: 1승
- 알파 에트니키 최다 무패 행진
  - 올림피아코스: 11경기, 1980년 5월 11일 – 1985년 11월 7일
    - 홈: 10경기, 1996년 12월 8일 – 2007년 3월 4일
    - 원정: 8경기, 1980년 11월 2일 – 1988년 11월 6일

  - 파나티나이코스: 7경기, 1987년 11월 8일 – 1991년 3월 10일
    - 홈: 7경기, 1960년 2월 14일 – 1966년 11월 6일
    - 원정: 5경기, 1987년 11월 8일 – 1992년 12월 13일
- 컵 최다 무패 행진
  - 올림피아코스: 18경기, 1932년 11월 13일 – 1977년 6월 8일
    - 홈: 10경기, 1965년 7월 14일 – 1985년 2월 20일
    - 원정: 8경기, 1932년 11월 13일 – 1977년 6월 8일

  - 파나티나이코스: 4경기, 1985년 2월 6일 – 1990년 3월 22일
    - 홈: 7경기, 1977년 6월 8일 – 1995년 2월 22일
    - 원정: 3경기, 1992년 3월 11일 – 2008년 1월 16일
- 역대 관중 기록(스피로스 루이스)
  - 74,452 올림피아코스 – 파나티나이코스 (0–0), 1984년 11월 18일
  - 74,252 올림피아코스 – 파나티나이코스 (2–1), 1987년 2월 16일
  - 74,146 파나티나이코스 – 올림피아코스 (1–1), 1985년 3월 31일
  - 73,700 파나티나이코스 – 올림피아코스 (1–2), 1986년 3월 16일
  - 73,525 파나티나이코스 – 올림피아코스 (1–1), 1986년 9월 20일

## 역대 경기 기록

### 1959-60 시즌 이후 리그
|           | 올림피아코스 – 파나티나이코스 | 올림피아코스 – 파나티나이코스 | 올림피아코스 – 파나티나이코스 | 올림피아코스 – 파나티나이코스 | 올림피아코스 – 파나티나이코스 | 파나티나이코스 – 올림피아코스 | 파나티나이코스 – 올림피아코스 | 파나티나이코스 – 올림피아코스    | 파나티나이코스 – 올림피아코스 | 파나티나이코스 – 올림피아코스 |
| --------- | ----------------------------- | ----------------------------- | ----------------------------- | ----------------------------- | ----------------------------- | ----------------------------- | ----------------------------- | -------------------------------- | ----------------------------- | ----------------------------- |
| 시즌      | 라운드                        | 날짜                          | 경기장                        | 관중수                        | 결과                          | 라운드                        | 날짜                          | 경기장                           | 관중수                        | 결과                          |
| 1959–60   | 30라운드                      | 1960년 7월 24일               | 카라이스카키스 스타디움       | 11,141                        | 1–4                           | 15라운드                      | 1960년 2월 14일               | 아포스톨로스 니콜라이디스 경기장 | 22,195                        | 0–0                           |
| 1960–61   | 15라운드                      | 1961년 1월 29일               | 카라이스카키스 스타디움       | 미상                          | 1–0                           | 30라운드                      | 1961년 6월 25일               | 아포스톨로스 니콜라이디스 경기장 | 23,083                        | 1–0                           |
| 1961–62   | 15라운드                      | 1962년 1월 28일               | 카라이스카키스 스타디움       | 21,915                        | 1–2                           | 30라운드                      | 1962년 6월 17일               | 아포스톨로스 니콜라이디스 경기장 | 25,865                        | 1–1                           |
| 1962–63   | 7라운드                       | 1962년 11월 11일              | 카라이스카키스 스타디움       | 22,839                        | 3–2                           | 22라운드                      | 1963년 3월 17일               | 아포스톨로스 니콜라이디스 경기장 | 미상                          | 2–0                           |
| 1963–64   | 30라운드                      | 1964년 5월 24일               | 카라이스카키스 스타디움       | 34,624                        | 0–1                           | 15라운드                      | 1963년 12월 29일              | 아포스톨로스 니콜라이디스 경기장 | 25,000                        | 1–1                           |
| 1964–65   | 28라운드                      | 1965년 6월 13일               | 카라이스카키스 스타디움       | 42,151                        | 1–1                           | 13라운드                      | 1965년 1월 10일               | 아포스톨로스 니콜라이디스 경기장 | 24,888                        | 1–1                           |
| 1965–66   | 11라운드                      | 1966년 2월 5일                | 카라이스카키스 스타디움       | 40,200                        | 1–0                           | 26라운드                      | 1966년 5월 21일               | 아포스톨로스 니콜라이디스 경기장 | 24,305                        | 1–1                           |
| 1966–67   | 20라운드                      | 1967년 2월 26일               | 카라이스카키스 스타디움       | 40,620                        | 4–0                           | 3라운드                       | 1966년 11월 6일               | 아포스톨로스 니콜라이디스 경기장 | 24,833                        | 0–1                           |
| 1967–68   | 22라운드                      | 1968년 3월 3일                | 카라이스카키스 스타디움       | 36,964                        | 1–0                           | 5라운드                       | 1967년 11월 22일              | 아포스톨로스 니콜라이디스 경기장 | 22,644                        | 1–0                           |
| 1968–69   | 34라운드                      | 1969년 6월 15일               | 카라이스카키스 스타디움       | 36,963                        | 2–1                           | 17라운드                      | 1969년 1월 26일               | 아포스톨로스 니콜라이디스 경기장 | 22,820                        | 0–0                           |
| 1969–70   | 30라운드                      | 1970년 5월 11일               | 카라이스카키스 스타디움       | 39,400                        | 0–1                           | 13라운드                      | 1969년 12월 28일              | 아포스톨로스 니콜라이디스 경기장 | 22,905                        | 0–0                           |
| 1970–71   | 8라운드                       | 1970년 11월 8일               | 카라이스카키스 스타디움       | 37,200                        | 0–1                           | 25라운드                      | 1971년 3월 28일               | 아포스톨로스 니콜라이디스 경기장 | 미상                          | 2–2                           |
| 1971–72   | 21라운드                      | 1972년 2월 20일               | 카라이스카키스 스타디움       | 38,489                        | 0–0                           | 4라운드                       | 1971년 10월 10일              | 아포스톨로스 니콜라이디스 경기장 | 25,186                        | 3–2                           |
| 1972–73   | 22라운드                      | 1973년 3월 11일               | 카라이스카키스 스타디움       | 41,045                        | 2–01                          | 5라운드                       | 1972년 12월 6일               | 아포스톨로스 니콜라이디스 경기장 | 24,450                        | 0–1                           |
| 1973–74   | 23라운드                      | 1974년 3월 17일               | 카라이스카키스 스타디움       | 41,460                        | 1–1                           | 6라운드                       | 1973년 10월 29일              | 아포스톨로스 니콜라이디스 경기장 | 24,893                        | 1–1                           |
| 1974–75   | 7라운드                       | 1974년 11월 24일              | 카라이스카키스 스타디움       | 39,166                        | 2–1                           | 24라운드                      | 1975년 3월 29일               | 아포스톨로스 니콜라이디스 경기장 | 24,839                        | 1–1                           |
| 1975–76   | 8라운드                       | 1975년 12월 7일               | 카라이스카키스 스타디움       | 39,066                        | 4–2                           | 23라운드                      | 1976년 4월 4일                | 아포스톨로스 니콜라이디스 경기장 | 24,701                        | 0–0                           |
| 1976–77   | 10라운드                      | 1976년 12월 12일              | 카라이스카키스 스타디움       | 39,080                        | 1–1                           | 27라운드                      | 1977년 4월 11일               | 아포스톨로스 니콜라이디스 경기장 | 22,910                        | 2–0                           |
| 1977–78   | 4라운드                       | 1977년 10월 9일               | 카라이스카키스 스타디움       | 39,232                        | 1–2                           | 21라운드                      | 1978년 2월 12일               | 아포스톨로스 니콜라이디스 경기장 | 23,150                        | 1–0'                          |
| 1978–79   | 30라운드                      | 1979년 5월 6일                | 카라이스카키스 스타디움       | 35,576                        | 1–0                           | 13라운드                      | 31–12–1978                    | 아포스톨로스 니콜라이디스 경기장 | 23,150                        | 2–3                           |
| 1979–80   | 33라운드                      | 1980년 5월 11일               | 카라이스카키스 스타디움       | 35,450                        | 1–0                           | 16라운드                      | 1980년 1월 13일               | 아포스톨로스 니콜라이디스 경기장 | 23,097                        | 2–0                           |
| 1980–81   | 25라운드                      | 1981년 3월 29일               | 카라이스카키스 스타디움       | 29,550                        | 0–0                           | 8라운드                       | 1980년 11월 2일               | 아포스톨로스 니콜라이디스 경기장 | 23,200                        | 0–1                           |
| 1981–82   | 1라운드                       | 1981년 9월 6일                | 코스타스 다불리스 경기장      | 21,350                        | 1–1                           | 18라운드                      | 1982년 1월 31일               | 아포스톨로스 니콜라이디스 경기장 | 24,000                        | 1–1                           |
| 1982–83   | 12라운드                      | 1983년 1월 3일                | 카라이스카키스 스타디움       | 35,313                        | 2–1                           | 29라운드                      | 1983년 5월 22일               | 아포스톨로스 니콜라이디스 경기장 | 24,000                        | 0–1                           |
| 1983–84   | 30라운드                      | 1984년 5월 6일                | 카라이스카키스 스타디움       | 34,023                        | 2–1                           | 15라운드                      | 1984년 1월 8일                | 아포스톨로스 니콜라이디스 경기장 | 24,400                        | 0–0                           |
| 1984–85   | 7라운드                       | 1984년 11월 18일              | 스피로스 루이스               | 74,452                        | 0–0                           | 22라운드                      | 1985년 3월 31일               | 스피로스 루이스                  | 74,146                        | 1–1                           |
| 1985–86   | 9라운드                       | 1985년 11월 9일               | 스피로스 루이스               | 68,448                        | 1–2                           | 24라운드                      | 1986년 3월 16일               | 스피로스 루이스                  | 73,700                        | 1–2                           |
| 1986–87   | 18라운드                      | 1987년 2월 15일               | 스피로스 루이스               | 74,252                        | 2–1                           | 3라운드                       | 1986년 9월 21일               | 스피로스 루이스                  | 73,525                        | 1–1                           |
| 1987–88   | 7라운드                       | 1987년 11월 8일               | 스피로스 루이스               | 59,768                        | 1–4                           | 22라운드                      | 1988년 3월 6일                | 스피로스 루이스                  | 38,539                        | 1–1                           |
| 1988–89   | 22라운드                      | 1989년 3월 5일                | 스피로스 루이스               | 61,522                        | 1–1                           | 7라운드                       | 1988년 11월 6일               | 스피로스 루이스                  | 52,679                        | 2–1                           |
| 1989–90   | 22라운드                      | 1990년 2월 25일               | 카라이스카키스 스타디움       | 27,172                        | 3–4                           | 5라운드                       | 1989년 10월 14일              | 스피로스 루이스                  | 49,847                        | 2–2                           |
| 1990–91   | 5라운드                       | 1990년 10월 19일              | 카라이스카키스 스타디움       | 24,641                        | 0–0                           | 22라운드                      | 1991년 3월 10일               | 스피로스 루이스                  | 46,285                        | 0–1                           |
| 1991–92   | 34라운드                      | 1992년 6월 7일                | 카라이스카키스 스타디움       | 18,029                        | 1–1                           | 17라운드                      | 1992년 1월 26일               | 스피로스 루이스                  | 42,707                        | 3–0                           |
| 1992–93   | 13라운드                      | 1992년 12월 13일              | 카라이스카키스 스타디움       | 27,255                        | 1–0                           | 30라운드                      | 1993년 5월 2일                | 스피로스 루이스                  | 36,702                        | 2–3                           |
| 1993–94   | 1라운드                       | 1993년 8월 22일               | 카라이스카키스 스타디움       | 20,947                        | 0–0                           | 18라운드                      | 1994년 1월 5일                | 스피로스 루이스                  | 35,841                        | 1–2                           |
| 1994–95   | 13라운드                      | 1994년 12월 28일              | 카라이스카키스 스타디움       | 19,500                        | 1–1                           | 30라운드                      | 1995년 5월 10일               | 스피로스 루이스                  | 9,800                         | 1–1                           |
| 1995–96   | 12라운드                      | 1995년 12월 2일               | 카라이스카키스 스타디움       | 21,277                        | 1–2                           | 29라운드                      | 1996년 4월 28일               | 스피로스 루이스                  | 35,314                        | 1–0                           |
| 1996–97   | 11라운드                      | 1996년 12월 8일               | 카라이스카키스 스타디움       | 27,755                        | 1–0                           | 28라운드                      | 1997년 4월 6일                | 스피로스 루이스                  | 41,951                        | 0–2                           |
| 1997–98   | 13라운드                      | 1997년 12월 1일               | 스피로스 루이스               | 35,496                        | 3–1                           | 30라운드                      | 1998년 4월 4일                | 스피로스 루이스                  | 39,811                        | 0–2                           |
| 1998–99   | 29라운드                      | 1999년 5월 9일                | 스피로스 루이스               | 16,111                        | 0–0                           | 12라운드                      | 1998년 12월 5일               | 스피로스 루이스                  | 28,683                        | 2–4                           |
| 1999–2000 | 25라운드                      | 2000년 3월 26일               | 스피로스 루이스               | 50,166                        | 2–2                           | 8라운드                       | 1999년 11월 21일              | 스피로스 루이스                  | 30,770                        | 2–0                           |
| 2000–01   | 21라운드                      | 2001년 3월 4일                | 스피로스 루이스               | 29,048                        | 1–0                           | 6라운드                       | 2000년 11월 12일              | 아포스톨로스 니콜라이디스 경기장 | 14,669                        | 0–0                           |
| 2001–02   | 8라운드                       | 2001년 12월 1일               | 스피로스 루이스               | 40,982                        | 2–2                           | 21라운드                      | 2002년 3월 24일               | 아포스톨로스 니콜라이디스 경기장 | 14,557                        | 1–1                           |
| 2002–03   | 29라운드                      | 2003년 5월 11일               | 게오르요스 카마라스 경기장    | 10,825                        | 3–0                           | 14라운드                      | 2003년 1월 12일               | 아포스톨로스 니콜라이디스 경기장 | 13,171                        | 3–2                           |
| 2003–04   | 11라운드                      | 2003년 11월 22일              | 게오르요스 카마라스 경기장    | 9,639                         | 1–1                           | 26라운드                      | 2004년 4월 18일               | 아포스톨로스 니콜라이디스 경기장 | 11,699                        | 2–2                           |
| 2004–05   | 10라운드                      | 2004년 12월 4일               | 카라이스카키스 스타디움       | 30,856                        | 1–0                           | 25라운드                      | 2005년 4월 10일               | 아포스톨로스 니콜라이디스 경기장 | 14,860                        | 1–0                           |
| 2005–06   | 16라운드                      | 2006년 1월 15일               | 카라이스카키스 스타디움       | 31,480                        | 3–2                           | 1라운드                       | 2005년 8월 28일               | 스피로스 루이스                  | 59,096                        | 0–2                           |
| 2006–07   | 24라운드                      | 2007년 3월 4일                | 카라이스카키스 스타디움       | 30,598                        | 0–1                           | 9라운드                       | 2006년 11월 5일               | 스피로스 루이스                  | 40,091                        | 1–0                           |
| 2007–08   | 16라운드                      | 2008년 1월 13일               | 카라이스카키스 스타디움       | 31,310                        | 1–1                           | 1라운드                       | 2007년 9월 2일                | 아포스톨로스 니콜라이디스 경기장 | 13,430                        | 0–0                           |
| 2008–09   | 24라운드                      | 2009년 3월 1일                | 카라이스카키스 스타디움       | 28,775                        | 0–0                           | 9라운드                       | 2008년 11월 9일               | 스피로스 루이스                  | 60,401                        | 0–0                           |
| 2009–10   | 12라운드                      | 2009년 11월 29일              | 카라이스카키스 스타디움       | 31,059                        | 2–0                           | 27라운드                      | 2010년 3월 21일               | 스피로스 루이스                  | 61,135                        | 0–1                           |
| 2010–11   | 23라운드                      | 2011년 2월 19일               | 카라이스카키스 스타디움       | 30,845                        | 2–1                           | 8라운드                       | 2010년 10월 30일              | 스피로스 루이스                  | 52,300                        | 2–1                           |
| 2011–12   | 10라운드                      | 2011년 11월 19일              | 카라이스카키스 스타디움       | 31,553                        | 1–1                           | 25라운드                      | 2012년 3월 18일               | 스피로스 루이스                  | 42,130                        | 0–32                          |
| 2012–13   | 29라운드                      | 2013년 4월 14일               | 카라이스카키스 스타디움       | 32,018                        | 1–1                           | 14라운드                      | 2012년 12월 9일               | 스피로스 루이스                  | 27,673                        | 2–2                           |
| 2013–14   | 27라운드                      | 2014년 3월 2일                | 카라이스카키스 스타디움       | 32,082                        | 0–3                           | 10라운드                      | 2013년 11월 2일               | 아포스톨로스 니콜라이디스 경기장 | 15,009                        | 0–1                           |
| 2014–15   | 8라운드                       | 2014년 10월 26일              | 카라이스카키스 스타디움       | 31,458                        | 1–0                           | 25라운드                      | 2015년 2월 22일               | 아포스톨로스 니콜라이디스 경기장 |                               | 2–1                           |

1 경기가 3-2의 상황에서 82분에 중단되었다. 이후, 올림피아코스가 2-0 몰수승을 거두었다.

2 경기가 0-1의 상황에서 82분에 중단되었다. 이후, 올림피아코스가 0-3 몰수승을 거두었다.

#### 우승 플레이오프 경기
| 시즌    | 날짜            | 경기장             | 관중수 | 결과 |
| 1981–82 | 1982년 6월 29일 | 볼로스 시립 경기장 | 5,819  | 2–1  |

### 그리스 컵
| 시즌    | 라운드 | 회차   | 날짜             | 경기장                           | 주심           | 관중수 | 경기       | 결과              | 승리팀 |
| 1932–33 | 8강    |        | 1932년 11월 13일 | 아포스톨로스 니콜라이디스 경기장 | 미상           | 미상   | PAO – OCFP | 1–6               | OCFP   |
| 1938–39 | 8강    |        | 1939년 3월 26일  | 카라이스카키스 스타디움          | 일리아디스     | 미상   | OCFP – PAO | 2–0(aet)          | OCFP   |
| 1946–47 | 16강   |        | 1947년 3월 9일   | 아포스톨로스 니콜라이디스 경기장 | 일리아디스     | 12,341 | PAO – OCFP | 0–0(aet)          | OCFP   |
| 1946–47 | 16강   | 재경기 | 1947년 4월 30일  | 카라이스카키스 스타디움          | —              | —      | OCFP – PAO | 2–0(w.) 1         | OCFP   |
| 1952–53 | 4강    |        | 1953년 5월 3일   | 아포스톨로스 니콜라이디스 경기장 | 기코풀로스     | 미상   | PAO – OCFP | 1–2               | OCFP   |
| 1956–57 | 4강    |        | 1957년 9월 4일   | 카라이스카키스 스타디움          | 호른           | 미상   | OCFP – PAO | 1–0               | OCFP   |
| 1957–58 | 4강    |        | 1958년 7월 20일  | 카라이스카키스 스타디움          | 구베이아       | 미상   | OCFP – PAO | 3–0               | OCFP   |
| 1959–60 | 결승전 |        | 1960년 8월 7일   | 아포스톨로스 니콜라이디스 경기장 | 페레스         | 미상   | PAO – OCFP | 1–1(aet)          | OCFP   |
| 1959–60 | 결승전 | 재경기 | 1960년 9월 11일  | 카라이스카키스 스타디움          | 페레스         | 미상   | OCFP – PAO | 3–0               | OCFP   |
| 1961–62 | 결승전 |        | 1962년 6월 27일  | 니코스 구마스 경기장             | 메예           | 28,155 | OCFP – PAO | 0–0(aet; ab.)     | —      |
| 1962–63 | 8강    |        | 1963년 6월 16일  | 아포스톨로스 니콜라이디스 경기장 | 크라이틀라인   | 미상   | PAO – OCFP | 3–5               | OCFP   |
| 1963–64 | 4강    |        | 1964년 6월 17일  | 아포스톨로스 니콜라이디스 경기장 | 마턴스         | 미상   | PAO – OCFP | 1–1(aet; ab.)     | —      |
| 1964–65 | 결승전 |        | 1965년 7월 14일  | 카라이스카키스 스타디움          | 피에로니       | 미상   | OCFP – PAO | 1–0               | OCFP   |
| 1965–66 | 8강    |        | 1966년 6월 26일  | 아포스톨로스 니콜라이디스 경기장 | 다냘           | 23,227 | PAO – OCFP | 1–2               | OCFP   |
| 1967–68 | 결승전 |        | 1968년 7월 21일  | 아포스톨로스 니콜라이디스 경기장 | 벤투           | 22,318 | PAO – OCFP | 0–1               | OCFP   |
| 1968–69 | 결승전 |        | 1969년 7월 9일   | 카라이스카키스 스타디움          | 미하스         | 미상   | OCFP – PAO | 1–1(aet; c.t.)    | PAO    |
| 1973–74 | 4강    |        | 1974년 5월 8일   | 카라이스카키스 스타디움          | 들로나이       | 미상   | OCFP – PAO | 1–0               | OCFP   |
| 1974–75 | 결승전 |        | 1975년 6월 18일  | 카라이스카키스 스타디움          | 메네갈리       | 34,430 | OCFP – PAO | 1–0               | OCFP   |
| 1976–77 | 4강    |        | 1977년 6월 8일   | 아포스톨로스 니콜라이디스 경기장 | 콜리로풀로스   | 미상   | PAO – OCFP | 2–1(aet)          | PAO    |
| 1981–82 | 32강   |        | 1982년 1월 13일  | 아포스톨로스 니콜라이디스 경기장 | 데데스         | 24,000 | PAO – OCFP | 3–2(aet)          | PAO    |
| 1982–83 | 16강   | 1차전  | 1983년 3월 9일   | 아포스톨로스 니콜라이디스 경기장 | 푸나르치스     | 24,000 | PAO – OCFP | 1–0               | OCFP   |
| 1982–83 | 16강   | 2차전  | 1983년 4월 13일  | 카라이스카키스 스타디움          | 카나리스       | 35,326 | OCFP – PAO | 4–0(aet)          | OCFP   |
| 1984–85 | 16강   | 1차전  | 1985년 2월 6일   | 스피로스 루이스                  | 란드라키스     | 72,033 | OCFP – PAO | 0–1               | PAO    |
| 1984–85 | 16강   | 2차전  | 1985년 2월 20일  | 스피로스 루이스                  | 바사라스       | 72,445 | PAO – OCFP | 2–1               | PAO    |
| 1985–86 | 결승전 |        | 1986년 5월 28일  | 스피로스 루이스                  | 디미트리아디스 | 72,948 | PAO – OCFP | 4–0               | PAO    |
| 1987–88 | 결승전 |        | 1988년 5월 8일   | 스피로스 루이스                  | 부차라스       | 73,375 | PAO – OCFP | 2–2(aet; 4–3 pso) | PAO    |
| 1989–90 | 4강    | 1차전  | 1990년 3월 21일  | 카라이스카키스 스타디움          | 니카키스       | 13,846 | OCFP – PAO | 2–1               | OCFP   |
| 1989–90 | 4강    | 2차전  | 1990년 4월 4일   | 스피로스 루이스                  | 쿠쿨라스       | 36,863 | PAO – OCFP | 3–3(aet)          | OCFP   |
| 1991–92 | 8강    | 1차전  | 1992년 3월 11일  | 카라이스카키스 스타디움          | 자케스티디스   | 23,622 | OCFP – PAO | 0–0               | OCFP   |
| 1991–92 | 8강    | 2차전  | 1992년 4월 8일   | 스피로스 루이스                  | 쿠쿨라스       | 52,983 | PAO – OCFP | 1–1(a)            | OCFP   |
| 1992–93 | 결승전 |        | 1993년 5월 12일  | 스피로스 루이스                  | 비카스         | 64,532 | PAO – OCFP | 1–0               | PAO    |
| 1994–95 | 8강    | 1차전  | 1995년 2월 22일  | 스피로스 루이스                  | 니카키스       | 37,529 | PAO – OCFP | 1–2               | PAO    |
| 1994–95 | 8강    | 2차전  | 1995년 3월 1일   | 카라이스카키스 스타디움          | 니카키스       | 17,226 | OCFP – PAO | 2–3(a)            | PAO    |
| 1998–99 | 결승전 |        | 1999년 5월 5일   | 스피로스 루이스                  | 두로스         | 57,783 | OCFP – PAO | 2–0               | OCFP   |
| 2000–01 | 8강    | 1차전  | 2001년 2월 7일   | 스피로스 루이스                  | 차가라키스     | 42,845 | OCFP – PAO | 1–1               | OCFP   |
| 2000–01 | 8강    | 2차전  | 2001년 3월 21일  | 아포스톨로스 니콜라이디스 경기장 | 브리아코스     | 12,759 | PAO – OCFP | 1–4               | OCFP   |
| 2003–04 | 결승전 |        | 2004년 5월 8일   | 네아 스미르니 경기장             | 카스나페리스   | 7,500  | PAO – OCFP | 3–1               | PAO    |
| 2007–08 | 16강   |        | 2008년 1월 16일  | 카라이스카키스 스타디움          | 카코스         | 30,147 | OCFP – PAO | 4–0               | OCFP   |

1 파나티나이코스는 징계 중인 선수를 출전 시킨 것으로 불참 처리되었다.

• 다음 라운드 통과: 올림피아코스 19회, 파나티나이코스 9회

### 그리스 리그컵
| 시즌    | 라운드 | 회차  | 날짜            | 경기장                  | 주심           | 관중수 | 경기       | 결과   | 승리팀 |
| 1989–90 | 4강    | 1차전 | 1990년 5월 9일  | 카라이스카키스 스타디움 | 디미트리아디스 | 8,965  | OCFP – PAO | 1–1    | OCFP   |
| 1989–90 | 4강    | 2차전 | 1990년 5월 23일 | 스피로스 루이스         | 바실라키스     | 9,371  | PAO – OCFP | 2–2(a) | OCFP   |

• 다음 라운드 통과: 올림피아코스 1회, 파나티나이코스 0회

## 최다 득점자
| 올림피아코스          | 리그 | 컵 | 합계 | 파나티나이코스          | 리그 | 컵 | 합계 |
| --------------------- | ---- | -- | ---- | ----------------------- | ---- | -- | ---- |
| 요르고스 시데리스     | 7    | 6  | 13   | 디미트리스 사라바코스   | 7    | 91 | 16   |
| 니코스 아나스토풀로스 | 6    | 5  | 11   | 미미스 도마조스         | 6    | 3  | 9    |
| 프레드라그 조르제비치 | 7    | 1  | 8    | 크시슈토프 바지하       | 7    | 2  | 9    |
| 파블로스 바실리우     | 4    | 2  | 6    | 안드레아스 파파엠마누일 | 5    | 1  | 6    |

1 리그컵 경기 포함.

## 페널티킥 기록
1959-60 시즌 이후의 알파 에트니키 / 수페르리가 엘라다, 그리스 컵, 그리고 리그컵 경기 포함.
| 시즌             | 경기                                | 올림피아코스 페널티킥 (27회)       | 파나티나이코스 페널티킥 (23회)                        |
| ---------------- | ----------------------------------- | ---------------------------------- | ----------------------------------------------------- |
| 1959–60          | 올림피아코스 – 파나티나이코스 (1–4) |                                    | 파파엠마누일 71'                                      |
| 1959–60 (컵)     | 올림피아코스 – 파나티나이코스 (3–0) | 폴리흐로니우 35'                   |                                                       |
| 1962–63          | 올림피아코스 – 파나티나이코스 (3–2) | 시데리스 83'                       |                                                       |
| 1962–63 (컵)     | 파나티나이코스 – 올림피아코스 (3–5) | S. 파파조글루 32'                  | 카마라스 11'                                          |
| 1964–65          | 파나티나이코스 – 올림피아코스 (1–1) | 시데리스 35'                       |                                                       |
| 1965–66          | 파나티나이코스 – 올림피아코스 (1–1) |                                    | 루카니디스 23'                                        |
| 1965–66 (컵)     | 파나티나이코스 – 올림피아코스 (1–2) | 시데리스 82'                       |                                                       |
| 1971–72          | 파나티나이코스 – 올림피아코스 (3–2) | 카라비티스 19'                     |                                                       |
| 1972–73          | 올림피아코스 – 파나티나이코스 (3–2) | 트리안타필로스 65'                 |                                                       |
| 1974–75          | 파나티나이코스 – 올림피아코스 (1–1) |                                    | 안토니아디스 14'                                      |
| 1976–77          | 올림피아코스 – 파나티나이코스 (1–1) | 카라비티스 86'                     |                                                       |
| 1981–82 (컵)     | 파나티나이코스 – 올림피아코스 (3–2) |                                    | 아나스타시아디스 2' 하랄람비디스 63' 하랄람비디스 96' |
| 1982–83 (컵)     | 올림피아코스 – 파나티나이코스 (4–0) | 아나스토풀로스 119'                |                                                       |
| 1984–85 (컵)     | 파나티나이코스 – 올림피아코스 (2–1) | 사르가니스 54'                     |                                                       |
| 1985–86          | 올림피아코스 – 파나티나이코스 (1–2) | 셰스티치 87' 아나스토풀로스 90'+1' |                                                       |
| 1985–86 (컵)     | 파나티나이코스 – 올림피아코스 (4–0) |                                    | 사라바코스 72'                                        |
| 1987–88 (컵)     | 파나티나이코스 – 올림피아코스 (2–2) | 푸네스 59' 푸네스 98'              | 사라바코스 31'                                        |
| 1988–89          | 파나티나이코스 – 올림피아코스 (2–1) |                                    | 사라바코스 80'                                        |
| 1988–89          | 올림피아코스 – 파나티나이코스 (1–1) | 데타리 15'                         |                                                       |
| 1989–90          | 파나티나이코스 – 올림피아코스 (2–2) | 데타리 27'                         | 사라바코스 71'                                        |
| 1989–90 (컵)     | 파나티나이코스 – 올림피아코스 (3–3) | 데타리 109'                        | 사라바코스 101'                                       |
| 1989–90 (리그컵) | 파나티나이코스 – 올림피아코스 (2–2) |                                    | 사라바코스 41'                                        |
| 1991–92 (컵)     | 파나티나이코스 – 올림피아코스 (1–1) | 프로타소우 90'+3'                  | 사라바코스 66'                                        |
| 1991–92          | 올림피아코스 – 파나티나이코스 (1–1) |                                    | 사라바코스 66'                                        |
| 1992–93          | 파나티나이코스 – 올림피아코스 (2–3) |                                    | 바지하 49'                                            |
| 1994–95 (컵)     | 올림피아코스 – 파나티나이코스 (2–3) | 알렉산드리스 90'+2'                | 바지하 89'                                            |
| 1995–96          | 올림피아코스 – 파나티나이코스 (1–2) | 스카르타도스 67'                   |                                                       |
| 1996–97          | 올림피아코스 – 파나티나이코스 (1–0) | 조르제비치 55'                     |                                                       |
| 1997–98          | 올림피아코스 – 파나티나이코스 (3–1) |                                    | 게오르야디스 15'                                      |
| 2000–01 (컵)     | 올림피아코스 – 파나티나이코스 (1–1) | 조르제비치 28'                     |                                                       |
| 2000–01          | 올림피아코스 – 파나티나이코스 (1–0) | 조르제비치 40'                     |                                                       |
| 2000–01 (컵)     | 파나티나이코스 – 올림피아코스 (1–4) | 게오르가토스 61'                   | 바시나스 42'                                          |
| 2001–02          | 파나티나이코스 – 올림피아코스 (1–1) | 조르제비치 90'+3'                  |                                                       |
| 2003–04          | 파나티나이코스 – 올림피아코스 (2–2) |                                    | 바시나스 7'                                           |
| 2005–06          | 올림피아코스 – 파나티나이코스 (3–2) |                                    | 곤살레스 20'                                          |
| 2007–08          | 올림피아코스 – 파나티나이코스 (1–1) |                                    | 파파도풀로스 68'                                      |
| 2010–11          | 파나티나이코스 – 올림피아코스 (2–1) |                                    | 시세 63'                                              |
| 2013–14          | 올림피아코스 – 파나티나이코스 (0–3) | 도밍게스 82'                       |                                                       |
| 2014–15          | 올림피아코스 – 파나티나이코스 (1–0) | 미트로글루 81'                     |                                                       |

## 레드카드 기록
1959-60 시즌 이후의 알파 에트니키 / 수페르리가 엘라다, 그리스 컵, 그리고 리그컵 경기 포함.
| 시즌         | 경기                                | 올림피아코스 레드카드 (27장)       | 파나티나이코스 레드카드 (36장)                   |
| ------------ | ----------------------------------- | ---------------------------------- | ------------------------------------------------ |
| 1959–60 (컵) | 올림피아코스 – 파나티나이코스 (3–0) |                                    | 네비디스 82'                                     |
| 1961–62 (컵) | 올림피아코스 – 파나티나이코스 (0–0) | S. 파파조글루 5' A. 파파조글루 43' | 파파엠마누일 5'                                  |
| 1968–69 (컵) | 올림피아코스 – 파나티나이코스 (1–1) | 보티노스 77'                       | V. 미트로풀로스 51'                              |
| 1969–70      | 파나티나이코스 – 올림피아코스 (0–0) | 아가니안 50'                       | 디미트리우 60'                                   |
| 1971–72      | 파나티나이코스 – 올림피아코스 (3–2) | 트리안타필로스 64'                 | 토마라스 64'                                     |
| 1972–73      | 올림피아코스 – 파나티나이코스 (3–2) | 트리안타필로스 38'                 | 파파디미트리우 27' 아타나소풀로스 80'            |
| 1976–77 (컵) | 파나티나이코스 – 올림피아코스 (2–1) | 갈라코스 13'                       | 고니오스 8' B. 조르제비치 13'                    |
| 1977–78      | 올림피아코스 – 파나티나이코스 (1–2) | 키라스타스 40' 시오코스 41'        | 파파디미트리우 40' 알바레스 43'                  |
| 1980–81      | 파나티나이코스 – 올림피아코스 (0–1) | S. 파파도풀로스 79'                |                                                  |
| 1980–81      | 올림피아코스 – 파나티나이코스 (0–0) | 사르가니스 88'                     |                                                  |
| 1981–82      | 올림피아코스 – 파나티나이코스 (1–1) |                                    | 카치아코스 41'                                   |
| 1981–82 (컵) | 파나티나이코스 – 올림피아코스 (3–2) |                                    | 갈라코스 86'                                     |
| 1981–82      | 파나티나이코스 – 올림피아코스 (1–1) | 산토풀로스 68' 밤바쿨라스 84'      | 카룰리아스 68'                                   |
| 1982–83      | 올림피아코스 – 파나티나이코스 (2–1) |                                    | 리바티노스 35'                                   |
| 1982–83      | 파나티나이코스 – 올림피아코스 (0–1) | 알베르트센 40'                     |                                                  |
| 1983–84      | 파나티나이코스 – 올림피아코스 (0–0) | 알베르트센 28'                     |                                                  |
| 1984–85 (컵) | 파나티나이코스 – 올림피아코스 (2–1) | 밤바쿨라스 82'                     |                                                  |
| 1985–86      | 올림피아코스 – 파나티나이코스 (1–2) |                                    | 로차 71'                                         |
| 1985–86 (컵) | 파나티나이코스 – 올림피아코스 (4–0) | T. 미트로풀로스 90'+2'             |                                                  |
| 1986–87      | 올림피아코스 – 파나티나이코스 (2–1) | 바리오스 81'                       |                                                  |
| 1987–88 (컵) | 파나티나이코스 – 올림피아코스 (2–2) |                                    | 바치닐라스 79'                                   |
| 1989–90 (컵) | 파나티나이코스 – 올림피아코스 (3–3) |                                    | 쿠르바나스 109'                                  |
| 1991–92 (컵) | 올림피아코스 – 파나티나이코스 (0–0) |                                    | 칼리차키스 81'                                   |
| 1991–92      | 올림피아코스 – 파나티나이코스 (1–1) |                                    | 카라게오르기우 89'                               |
| 1992–93      | 파나티나이코스 – 올림피아코스 (2–3) | 바티스타 89'                       |                                                  |
| 1992–93 (컵) | 파나티나이코스 – 올림피아코스 (1–0) | 카라타이디스 50'                   |                                                  |
| 1994–95      | 파나티나이코스 – 올림피아코스 (1–1) | 이비치 17'                         |                                                  |
| 1995–96      | 파나티나이코스 – 올림피아코스 (1–0) | 칼란치스 80'                       |                                                  |
| 1996–97      | 올림피아코스 – 파나티나이코스 (1–0) |                                    | 칼리차키스 54' 콜리치다키스 89'                  |
| 1996–97      | 파나티나이코스 – 올림피아코스 (0–2) |                                    | 칼리차키스 90' 게오르야디스 90' 콜리치다키스 90' |
| 1997–98      | 올림피아코스 – 파나티나이코스 (3–1) |                                    | 구마스 59' 게오르야디스 61' 밀로예비치 68'       |
| 1998–99      | 파나티나이코스 – 올림피아코스 (2–4) |                                    | 바시나스 64' 콘스탄티니디스 89'                  |
| 1998–99 (컵) | 올림피아코스 – 파나티나이코스 (2–0) | 아마나티니스 32'                   |                                                  |
| 2002–03      | 파나티나이코스 – 올림피아코스 (3–2) |                                    | 올리사데베 87'                                   |
| 2003–04      | 파나티나이코스 – 올림피아코스 (2–2) | 지우반니 72'                       |                                                  |
| 2004–05      | 올림피아코스 – 파나티나이코스 (1–0) |                                    | 곤살레스 90'+3'                                  |
| 2005–06      | 파나티나이코스 – 올림피아코스 (0–2) |                                    | 코치오스 65' 모리스 87'                          |
| 2006–07      | 파나티나이코스 – 올림피아코스 (1–0) |                                    | 빅토르 90'+3'                                    |
| 2007–08      | 파나티나이코스 – 올림피아코스 (0–0) | 안차스 90'+2'                      |                                                  |
| 2008–09      | 올림피아코스 – 파나티나이코스 (0–0) |                                    | 사리에히 58'                                     |
| 2010–11      | 파나티나이코스 – 올림피아코스 (2–1) | A. 파파도풀로스 62'                |                                                  |
| 2010–11      | 올림피아코스 – 파나티나이코스 (2–1) | 토로시디스 90'+4'                  |                                                  |

## 1959-60 시즌 이후 리그 역대 성적 비교
|    | 60 | 61 | 62 | 63 | 64 | 65 | 66 | 67 | 68 | 69 | 70 | 71 | 72 | 73 | 74 | 75 | 76 | 77 | 78 | 79 | 80 | 81 | 82 | 83 | 84 | 85 | 86 | 87 | 88 | 89 | 90 | 91 | 92 | 93 | 94 | 95 | 96 | 97 | 98 | 99 | 00 | 01 | 02 | 03 | 04 | 05 | 06 | 07 | 08 | 09 | 10 | 11 | 12 | 13 | 14 | 15 |
| -- | -- | -- | -- | -- | -- | -- | -- | -- | -- | -- | -- | -- | -- | -- | -- | -- | -- | -- | -- | -- | -- | -- | -- | -- | -- | -- | -- | -- | -- | -- | -- | -- | -- | -- | -- | -- | -- | -- | -- | -- | -- | -- | -- | -- | -- | -- | -- | -- | -- | -- | -- | -- | -- | -- | -- | -- |
| 1  | 1  | 1  | 1  |    | 1  | 1  | 1  | 1  |    | 1  | 1  |    | 1  | 1  | 1  | 1  |    | 1  |    |    | 1  | 1  | 1  | 1  | 1  |    | 1  | 1  |    |    | 1  | 1  |    |    |    | 1  | 1  | 1  | 1  | 1  | 1  | 1  | 1  | 1  | 1  | 1  | 1  | 1  | 1  | 1  | 1  | 1  | 1  | 1  | 1  |    |
| 2  |    | 2  | 2  | 2  | 2  |    | 2  |    | 2  | 2  |    |    | 2  |    | 2  |    |    | 2  |    | 2  |    |    | 2  |    | 2  | 2  |    | 2  |    | 2  |    | 2  | 2  | 2  | 2  | 2  |    |    | 2  |    | 2  | 2  |    | 2  | 2  | 2  |    |    | 2  | 2  |    | 2  | 2  |    | 2  |    |
| 3  | 3  |    |    | 3  |    | 3  |    | 3  | 3  |    | 3  | 3  |    | 3  |    |    | 3  |    | 3  |    | 3  |    |    |    |    |    |    |    |    | 3  |    |    | 3  | 3  | 3  |    | 3  |    |    | 3  |    |    | 3  |    |    |    | 3  | 3  |    |    |    |    |    |    |    |    |
| 4  |    |    |    |    |    |    |    |    |    |    |    |    |    |    |    |    | 4  |    | 4  |    |    |    |    |    |    | 4  |    |    |    |    | 4  |    |    |    |    |    |    |    |    |    |    |    |    |    |    |    |    |    |    |    |    |    |    |    |    |    |
| 5  |    |    |    |    |    |    |    |    |    |    |    |    |    |    |    | 5  |    |    |    | 5  |    | 5  |    |    |    |    | 5  |    | 5  |    |    |    |    |    |    |    |    | 5  |    |    |    |    |    |    |    |    |    |    |    |    | 5  |    |    |    |    |    |
| 6  |    |    |    |    |    |    |    |    |    |    |    |    |    |    |    |    |    |    |    |    |    |    |    | 6  |    |    |    |    |    |    |    |    |    |    |    |    |    |    |    |    |    |    |    |    |    |    |    |    |    |    |    |    |    | 6  |    |    |
| 7  |    |    |    |    |    |    |    |    |    |    |    | 7  |    |    |    |    |    |    |    |    |    |    |    |    |    |    |    |    |    |    |    |    |    |    |    |    |    |    |    |    |    |    |    |    |    |    |    |    |    |    |    |    |    |    |    |    |
| 8  |    |    |    |    |    |    |    |    |    |    |    |    |    |    |    |    |    |    |    |    |    |    |    |    |    |    |    |    | 8  |    |    |    |    |    |    |    |    |    |    |    |    |    |    |    |    |    |    |    |    |    |    |    |    |    |    |    |
| 9  |    |    |    |    |    |    |    |    |    |    |    |    |    |    |    |    |    |    |    |    |    |    |    |    |    |    |    |    |    |    |    |    |    |    |    |    |    |    |    |    |    |    |    |    |    |    |    |    |    |    |    |    |    |    |    |    |
| 10 |    |    |    |    |    |    |    |    |    |    |    |    |    |    |    |    |    |    |    |    |    |    |    |    |    |    |    |    |    |    |    |    |    |    |    |    |    |    |    |    |    |    |    |    |    |    |    |    |    |    |    |    |    |    |    |    |
| 11 |    |    |    |    |    |    |    |    |    |    |    |    |    |    |    |    |    |    |    |    |    |    |    |    |    |    |    |    |    |    |    |    |    |    |    |    |    |    |    |    |    |    |    |    |    |    |    |    |    |    |    |    |    |    |    |    |
| 12 |    |    |    |    |    |    |    |    |    |    |    |    |    |    |    |    |    |    |    |    |    |    |    |    |    |    |    |    |    |    |    |    |    |    |    |    |    |    |    |    |    |    |    |    |    |    |    |    |    |    |    |    |    |    |    |    |
| 13 |    |    |    |    |    |    |    |    |    |    |    |    |    |    |    |    |    |    |    |    |    |    |    |    |    |    |    |    |    |    |    |    |    |    |    |    |    |    |    |    |    |    |    |    |    |    |    |    |    |    |    |    |    |    |    |    |
| 14 |    |    |    |    |    |    |    |    |    |    |    |    |    |    |    |    |    |    |    |    |    |    |    |    |    |    |    |    |    |    |    |    |    |    |    |    |    |    |    |    |    |    |    |    |    |    |    |    |    |    |    |    |    |    |    |    |
| 15 |    |    |    |    |    |    |    |    |    |    |    |    |    |    |    |    |    |    |    |    |    |    |    |    |    |    |    |    |    |    |    |    |    |    |    |    |    |    |    |    |    |    |    |    |    |    |    |    |    |    |    |    |    |    |    |    |
| 16 |    |    |    |    |    |    |    |    |    |    |    |    |    |    |    |    |    |    |    |    |    |    |    |    |    |    |    |    |    |    |    |    |    |    |    |    |    |    |    |    |    |    |    |    |    |    |    |    |    |    |    |    |    |    |    |    |
| 17 |    |    |    |    |    |    |    |    |    |    |    |    |    |    |    |    |    |    |    |    |    |    |    |    |    |    |    |    |    |    |    |    |    |    |    |    |    |    |    |    |    |    |    |    |    |    |    |    |    |    |    |    |    |    |    |    |
| 18 |    |    |    |    |    |    |    |    |    |    |    |    |    |    |    |    |    |    |    |    |    |    |    |    |    |    |    |    |    |    |    |    |    |    |    |    |    |    |    |    |    |    |    |    |    |    |    |    |    |    |    |    |    |    |    |    |

• 합산: 올림피아코스 성적이 31시즌 더 우수, 파나티나이코스 성적이 24시즌 더 우수.

## 양팀을 모두 거친 인물
|  |  |  | 올림피아코스에서 파나티나이코스로 - 코스타스 파파조글루 - 이오안니스 프란치스 - 게오르요스 카푸라니스 - 게오르요스 델리카리스 - 엘레프테리오스 푸파키스 - 니코스 사르가니스 - 이오안니스 키라스타스 - 마이크 갈라코스 - 니코스 밤바쿨라스 - 스트라토스 아포스톨라키스 - 타소스 미트로풀로스 - 세바스티안 레토 |  |  |  | 파나티나이코스에서 올림피아코스로 - 레오니다스 칼로게로풀로스 - 하랄람보스 필라크토스 - 라키스 소피아노스 - 안토니스 안토니아디스 - 하리스 그람모스 - 흐리스 칼란치스 - 게오르요스 게오르야디스 - 미할리스 콘스탄티누 - 안토니오스 니코폴리디스 |  |  |  | 두 팀 지휘봉을 모두 잡아본 감독 - 스톄판 보베크 - 라키스 페트로풀로스 - 카지미에르시 구르스키 - 헬무트 제네코비치 - 야체크 모흐 |

## 같이 보기
- 영원한 적들의 더비 (농구)